# Пелеринс
Бобслейная трасса Пелеринс (фр. Piste de bobsleigh des Pélerins) — бобслейная трасса, построенная в 1923 году во французском городе Шамони-Мон-Блан к Зимним Олимпийским играм 1924 года.

## История
В июне 1922 года Олимпийский комитет Франции (COF)  проводит в Париже конгресс по зимним видам спорта, с целью утверждения Шамони в качестве принимающего города «Международной зимней спортивной недели», организованную часть летней Олимпиады 1924 года в Париже.
После утверждения города Шамони, его муниципалитетрешил построить необходимые сооружение для проведения соревнований, включая бобслейную трассу. Её строительство было санкционировано указом префектуры от 18 ноября 1922 года, выполнение работ поручено Управлению дорог и мостов департамента Верхняя Савойя, стоимость которых составила 115822,57 франков.
Место, выбранное для трассы, было расположено в населенном пункте Ле Пелерин, рядом с канатной дорогой на Эгюий-дю-Миди, которая позволяла доставляла бобслеистов и их бобы от подножья горы к месту старту на вершине во время соревнований. Длина трассы составляла 1369,88 метра и имела 19 виражей, перепад высот равнялся 156,29 м. Средний градиент трассы составил 11,4 %. Ширина трассы 2 метра. Виражи 1-2, 4-6, 8, 10, 12 и 14 не имели собственных названий.
| №      | Название                 | Перевод |
| ------ | ------------------------ | --- |
| 3      | Les Myrtilles            | «Черника» на французском. |
| 7      | Les Pouteretz            | «Бобы» на французском. |
| 9      | Place Verte              | «Резкое зелёное место» на французском. |
| 11     | L’Eau Noire              | «Чёрная вода» на французском. |
| 13     | J. Balmat                | В честь Жака Бальма, итальянского горного проводника который совершил первое в истории восхождение на Монблан в 1786 году вместе итальянцем Мишель-Габриэлем Паккардом.                                   |
| 15     | Les Écureuils            | «Белка» на французском. |
| 16     | Le Pylône                | «Мачта» или «Пилон» на французском. |
| 17, 18 | Tournants du Téléférique | Поворот «канатной дороги» на французском. Трасса была расположена недалеко от дороги Эгюий-дю-Миди, которая доставляла бобслеистов от подножья горы к вершине трассы, расположенной на 156,29 метра выше. |
| 19     | Arrivée                  | «Арривал» или «Финиш» на французском. |

Во время Зимних Олимпийских игр в соревнованиях по бобслею приняло участие девять экипажей. Победу одержала первая команда Швейцарии В ходе заездов бобы достигали скорости до 115 км / ч.
В последующие годы на бобслейной трассе Пеллерине проходит множество соревнований, в том числе в несколько раз чемпионат Франции по бобслею. В 1950 году во время чемпионата Франции трасса приобрела опасную известность (пятеро спортсменов погибло и ещё двое получили травмы) и после его окончания была закрыта. В июле 1966 года муниципалитет отозвал концессию, которая позволила бы спортивному клубу Шамони использовать трассу.